# Carlos Armando Wilson
Carlos Armando Wilson (ur. 14 sierpnia 1912 – zm. 26 lutego 1996) – argentyński piłkarz, grający podczas kariery na pozycji obrońcy.

## Kariera klubowa
Carlos Wilson jest wychowankiem stołecznego CA San Lorenzo, gdzie grał na przełomie lat dwudziestych i trzydziestych.
W latach 1931–1935 był zawodnikiem CA Talleres. W 1936 roku wrócił do CA San Lorenzo, z którym zdobył mistrzostwo Argentyny, skąd odszedł po roku do Boca Juniors, a później do CA Lanús.
Karierę zakończył w CA Talleres w 1941.
Łącznie w lidze argentyńskiej rozegrał 180 spotkań, w których zdobył 11 bramek.

## Kariera reprezentacyjna
W reprezentacji Argentyny Wilson występował w 1935. Zadebiutował w styczniu 1935 w wygranym (4-1) meczu z Chile na Copa America 1935. Podczas turnieju wystąpił także w pozostałych dwóch spotkaniach: z Peru i Urugwajem, które było jego ostatnim występem w reprezentacji.
| Mecze i gole w reprezentacji | Mecze i gole w reprezentacji | Mecze i gole w reprezentacji | Mecze i gole w reprezentacji | Mecze i gole w reprezentacji | Mecze i gole w reprezentacji | Mecze i gole w reprezentacji |
| #                            | Data                         | Miasto                       | Przeciwnik                   | Gol                          | Wynik                        | Rozgrywki                    |
| ---------------------------- | ---------------------------- | ---------------------------- | ---------------------------- | ---------------------------- | ---------------------------- | ---------------------------- |
| 1.                           | 06.01.1935                   | Lima                         | Chile                        |                              | 4:1                          | Copa América                 |
| 2.                           | 20.01.1935                   | Lima                         | Peru                         |                              | 4:1                          | Copa América                 |
| 3.                           | 27.01.1935                   | Lima                         | Urugwaj                      |                              | 0:3                          | Copa América                 |